# 路易七世 (法兰西)
（年轻的）路易七世（Louis VII le jeune，1120年—1180年9月18日），卡佩王朝第六位國王（1137年—1180年在位）。路易六世之子，母親是薩伏依的阿德萊德。1131年开始与父共治。
路易七世是虔诚的基督徒，有些历史学家形容他是“法國版懺悔者愛德華”。1136年，他与阿基坦公爵威廉十世之女埃莉诺结婚，阿基坦因此并入王室领地。1142年他又企图吞并香槟伯爵蒂博二世的领地，双方发生战争，路易的企图未果。1147年，路易七世与羅馬人民的國王康拉德三世一起领导了第二次十字军东征（1147年—1149年）。这次东征并无成果。在出征期间，他最主要的谋士（也是他父亲最主要的谋士）叙热在国内摄政。
1152年，路易与埃莉诺的婚姻被宣佈無效。埃莉诺转嫁给安茹伯爵亨利，当亨利于1154年成为英格蘭國王亨利二世时，阿基坦也一道落入英格蘭王室（金雀花王朝）手中。路易曾两次与亨利作战，未能夺回领地。此后卡佩王朝与金雀花王朝的争斗就从未终止。  
路易七世與埃莉诺分開後先娶卡斯蒂利亞國王阿方索七世之女卡斯提爾的康斯坦莎，有兩名女兒，康斯坦絲在生下第二名女孩時死去。因為沒有承繼人，路易七世在康斯坦絲死去五週後與香檳的阿黛勒結婚，後來生下王位繼承人腓力。

## 家庭
- 第一任妻子：阿基坦的埃莉诺，1137年结婚，1152年离婚。

1. 瑪麗 (1145-1198)
2. 艾莉絲（英语：Alix of France） (1151-1198)

- 第二任妻子：卡斯提爾的康斯坦莎，1154年结婚。

1. 瑪格麗特（英语：Margaret of France, Queen of England and Hungary） (1158-1197)
2. 阿莉絲（英语：Alys of France, Countess of Vexin） (1160-1220)

- 第三任妻子：香檳的阿黛勒，1160年结婚。

1. 腓力二世 (1165-1223)
2. 阿格尼丝 (1171-1240)

| 路易七世 (法兰西) 卡佩王朝出生于：1120年逝世於：1180年9月18日 | 路易七世 (法兰西) 卡佩王朝出生于：1120年逝世於：1180年9月18日 | 路易七世 (法兰西) 卡佩王朝出生于：1120年逝世於：1180年9月18日 |
| 統治者頭銜                                                    | 統治者頭銜                                                    | 統治者頭銜                                                    |
| ------------------------------------------------------------- | ------------------------------------------------------------- | ------------------------------------------------------------- |
| 前任： 路易六世                                               | 西法蘭克的國王 1137年-1180年                                  | 繼任： 腓力二世                                               |